# Luisia brachystachys
Luisia brachystachys es una especie de orquídea.

## Descripción
Es una planta pequeña a grande, que prefiere el clima cálido, de hábitos epifitas con un tallo leñoso erguido, llevando unas pocas hojas articuladas cilíndricas, rectas a curvas. Florece en la primavera en una inflorescencia sésil de 1 cm de largo, con flores que surgen en un lugar abierto en forma de umbela muy cerca del tallo y la axila de la hoja. leñoso erguido, llevando un poco cilíndricos, rectos a curvos, hojas articuladas que florece en la primavera en una inflorescencia en forma de umbela muy cerca del tallo y la axila de la hoja.

## Distribución y hábitat
Se encuentra en la cordillera del Himalaya chino al Sur de la provincia de Yunnan, China y la India, Assam, Bangladés, Himalaya, Himalaya occidental, Islas Andaman, Birmania, Tailandia, Laos y Vietnam en los bosques a lo largo de los valles en los troncos de árboles a altitudes de 200 a 1900 metros. 

## Taxonomía
Luisia brachystachys fue descrita por (Lindl.) Blume y publicado en Rumphia 4: 50. 1849.
Sinonimia
- Luisia indivisa King & Pantl.
- Luisia siamensis Rolfe ex Downie
- Mesoclastes brachystachys Lindl.[3][4]